# Efraim Tendero
Efraim Tendero, nacido en Filipinas, es un líder evangélico, Embajador de la Alianza Evangélica Mundial, ex Secretario General de la misma organización. Antes de este cargo, fue director Nacional del Consejo Filipino de Iglesias Evangélicas durante 22 años. También fue Secretario General de la Oficina de Alivio filipina y desarrollar servicios (PHILRADS) y editor ejecutivo de la revista "Evangelicals Today".

## Biografía
Tendero nació en Filipinas. Continuó estudios teología evangélica FEBIAS Colegio de la Biblia Valenzuela (Filipinas), donde obtuvo un Bachiller universitario en letras en 1978. Continuó sus estudios en Estados Unidos, en Trinity Evangelical Divinity School Deerfield (Illinois). Él tendrá una maestría en teología con un enfoque en el cuidado pastoral.

## Ministerio
En 1993, Tendero fue nombrado Director Nacional del Consejo Filipino de Iglesias Evangélicas, una alianza que incluye a 30.000 iglesias evangélicas Ocupó este cargo hasta 23 de febrero de 2015, durante 22 años. Será también Secretario General de la Oficina de Socorro de Filipinas y desarrollar servicios (PHILRADS) y editor ejecutivo de la revista "Evangelicals Today". En 2005 fue miembro de la Comisión Consultiva de Filipinas, que se encargaba de revisar y proponer enmiendas a la Constitución de 1987. Él era un mediador en el proceso de paz con los rebeldes del Frente Moro de Liberación Islámica. El 24 de enero de 2015, fue elegido Secretario General de Alianza Evangélica Mundial por un período de 5 años. Él juró 21 de febrero de 2015 por un plazo comienza oficialmente 1 de marzo de 2015. Terminó su mandato en 2021 y se convirtió en Embajador de la Alianza, una función de portavoz.

## Vida personal
Tendero está casado con Sierry Soriano. Tienen cuatro hijos; Elizabeth Esther, Efraim Elijah, Ezra Emmanuel y Elah Eunice.

## Distinciones
Él recibió tres  doctorados honoris causa de la Asian Theological Seminary, del Febias College of Bible, y del International School of Theology-Asia.